# Modélisation mathématique de la pandémie de Covid-19
Wikipédia ne donne pas de conseils médicaux ou sanitaires. Cet article est susceptible de contenir des informations obsolètes ou inexactes. Seul un professionnel de la santé est apte à vous fournir un avis médical, et seules les autorités sanitaires de votre pays sont compétentes pour donner des consignes de santé publique relatives à la pandémie de Covid-19.
Lors de la crise sanitaire mondiale du Covid-19, la modélisation mathématique des épidémies a été l'un des outils d'aide à l'interprétation afin de guider la prise de décision relatives aux politiques de santé publique et a également contribué à l'épidémiosurveillance de la maladie.

## Principe
L'indicateur principal dans la propagation d’une épidémie est la force d’infection où la vitesse à laquelle une personne susceptible devient infectée. Les modèles de prédictions se basent principalement sur des principes déterministes tels que  SIR ou SEIR.

### Modèle SIR et SEIR
Le modèle SIR est un exemple de modèle à compartiments qui divise la population selon trois catégories (ou compartiments). Pour une population donnée, on étudie la taille de trois sous-populations au cours du temps {\displaystyle t} :  
-{\displaystyle S(t)} représente les personnes susceptibles, c'est-à-dire non infectes et non immunisées;  
-{\displaystyle I(t)} représente les personnes infectées ;
-{\displaystyle R(t)} représente les personnes retirées, c'est-à-dire guéries et immunisées,  ou décédées.
La différenciation entre les personnes susceptibles des personnes retirées est que les personnes susceptibles n’ont pas encore été touchées par le virus, alors que les personnes retirées sont guéries et donc immunisées.
Le modèle SIR peut être représenté par le schéma suivant :
{\displaystyle S\xrightarrow {\beta } I\xrightarrow {\gamma } R}
{\displaystyle \beta } représente le taux de transmission, c’est-à-dire le taux de personnes saines qui deviennent infectées et {\displaystyle \gamma }  le taux de guérison, c’est-à-dire le taux de personnes infectées qui deviennent retirées.
Les modèles récents de SARS-CoV-2 sont souvent dérivés du modèle SIR en ajoutant une population d’individus infectés non-infectieuse {\displaystyle E}  (ou exposed)  qui ne sont donc pas contagieuses. Le taux d’incubation est pris en compte via {\displaystyle \varphi } :
Le modèle SEIR peut être représenté par le schéma suivant :
{\displaystyle S\xrightarrow {\beta } E\xrightarrow {\varphi } I\xrightarrow {\gamma } R}
De nombreux modèles plus sophistiqués existent, notamment des modèles stochastiques, des modèles de propagation d’épidémies sur des graphes, des  modèles prenant en compte différentes classes d’âge, etc.

## Pays
Depuis le début de l'épidémie à Wuhan, plusieurs groupes de modélisation à travers le monde ont rapporté des estimations et des prévisions pour l'épidémie de COVID-19 dans la littérature scientifique. Selon les modèles et méthodes utilisés, les résultats obtenus présentent de grandes variations  (nombre de reproduction de base estimé varie de 2 à 6, atteinte de pics, nombre total de personnes infectées varie de 50 000 à des millions...). Ce problème de variabilité peut s'expliquer partiellement par le manque de données fiables en particulier avant le 23 janvier 2019, lorsque Wuhan, épicentre de l'épidémie a été mis en quarantaine et verrouillé. À l'exception du données de cas confirmées qui sont utilisées pour l'étalonnage du modèle, un choix inadéquat du modèle utilisé au problème posé, un problème d'étalonnage du modèle, l'utilisation de données de sources différentes peuvent expliquer ces variations ,.

### Canada
Les hypothèses de prévisions à long terme proviennent d’estimations basées selon deux modèles à compartiment. L’un des modèles a été développé à l’ASPC (Agence de la Santé Publique du Canada) en collaboration avec l'Université McMaster tandis que l’autre modèle a été développé à l’Université Simon Fraser . 
Début novembre 2020, une équipe de recherche de l'Université de Toronto utilise un modèle SEIR  en ajoutant des compartiments additionnels pour tenir compte des interventions de la santé publique, de l’intensité variable des symptômes cliniques et du risque d’hospitalisation. Selon l'interprétation des auteurs, la fréquence élevée de cas bénins signifie que les stratégies uniquement axées sur le dépistage et l’isolement risquent d’être impuissantes à prévenir la propagation de l’épidémie. Les recommandations proposées est d'axer la stratégie sanitaire sur la vaccination à grande échelle et les USI (Unité de Soins Intensifs).

### France
Le pouvoir exécutif est conseillé par deux équipes de modélisateurs : l’EPIcx-lab (Epidemics in complex environments), pilotée par Vittoria Colizza à l’Institut national de la santé et de la recherche médicale et l’unité de modélisation mathématique des maladies infectieuses, menée par Simon Cauchemez, à l’Institut Pasteur, également membre du conseil scientifique.
En février 2020, Simon Cauchemez et les co-auteurs associés publient une pré-publication sur les premiers résultats sur les risques de diffusion du virus dans les autres villes chinoises. Un modèle simple de croissance exponentielle couplé à un modèle stochastique de mobilité humaine entre 369 villes de Chine est utilisé. Les données sont collectées à partir de Tencent (https://heat.qq.com), une grande entreprise de médias sociaux qui héberge des applications. L'article précise que des biais peuvent être révélés mais que le modèle est suffisamment robuste pour pallier les incertitudes.
Le 5 mars, il entre au conseil scientifique et participe à son premier avis qui prévoit des « centaines de milliers de morts » en l’absence de mesures, et « une deuxième vague (…) dès lors que les mesures seront levées ». Il détaille ses premières estimations aux agences régionales de santé (ARS), basées sur les informations en provenance de Chine et d’Italie. Puis, il améliore son modèle à partir des données hospitalières de la base SI-VIC (Système d’information pour le suivi des victimes d’attentats et de situations sanitaires exceptionnelles)  ».
Au début de l'épidémie, Vittoria Colizza admet des données partielles qui sont améliorées par la suite "par des estimations plus fiables, au fur et à mesure de l’avancée des connaissances sur l’épidémie". Une enquête est lancée auprès d'un échantillon de 42000 personnes pour améliorer le paramétrage des modèles dont les résultats sont publiés en octobre 2020.
Fin décembre 2020, Vittoria Colizza publie une étude à partir du bilan de la stratégie « tester – tracer – isoler » mise en place lors du dernier déconfinement. Les données utilisés sont les chiffres d’admission à l’hôpital région par région, des données socio-démographiques, des estimations de Santé Publique France indiquant le pourcentage de personnes respectant les mesures barrières, les données de mobilité de Google afin d'estimer le présentiel en entreprise ainsi que les données du système de surveillance virologique national SI-DEP qui comprend tous les résultats de tests Covid-19 réalisés par les laboratoires de biologie médicale.
Début février 2021, Samuel Alizon, directeur de recherche au CNRS à l'Université de Montpellier met en ligne un modèle  qui se base principalement sur les données d’admission quotidienne en réanimation considérant que «Les données brutes sont toutes biaisées. Le nombre de cas, le nombre de morts, dépendent beaucoup de la manière dont sont récoltées les données. Il nous semble que les données de réanimation sont plus solides",.
Le 18 février 2021, Vittoria Colizza participe conjointement à une conférence de presse avec le ministre de la santé Oliver Véran pour présenter des projections d'évolutions du nombre d'admissions à l'hôpital lié aux variants.

### Royaume-Uni
En février 2020, Neil Ferguson et son équipe de l'Impérial College de Londres  estime que les cas détectés du COVID-19 en Chine était considérablement sous-estimé biaisant ainsi la propagation réelle de la maladie.   Il  déclaré "qu'environ les deux tiers des cas chez les voyageurs en provenance de Chine continentale n'ont pas encore été détectés. Il est fort probable que certains de ces cas non détectés auront déclenché des chaînes de transmission dans les pays où ils sont entrés. Il  déclare que le nouveau coronavirus pourrait affecter jusqu'à 60% de la population britannique, dans le pire des cas et suggère  que l'impact de l'épidémie en cours pourrait être comparable aux grandes pandémies de grippe du XXIe siècle.  
Mi-mars 2020, Neil Ferguson et son équipes publient des projections  en estimant que le Royaume-Uni pourrait faire face à des centaines de milliers de morts de COVID-19 (jusqu'à 500 000 décès) sans mesures strictes de distanciation sociale, de tests et l'isolement des cas infectés. Les modélisations ont été développés et estimés utilisent l'approche plus simple basée sur des équations basé sur le modèle SEIR. 
Début mai 2020, le magazine américain "National Review" déclare que le modèle utilisé par Neil Ferguson est inexact. Il déclare que le code informatique  est non documenté, obsolète, destiné à être utilisé pour une pandémie de grippe plutôt qu'un coronavirus. Ferguson refuse de publier son code original afin que d'autres scientifiques puissent vérifier ses résultats. Après un délai de six semaines, il publie un ensemble de codes fortement révisé intitulé CovidSim (en) . Des experts jugent le code (écrit en C++)  comme étant « totalement non fiable ». Sur Github, un collectif d’ingénieurs lance une pétition pour demander à tous les articles qui s’appuyaient sur ce code d’être supprimés : "Je veux être clair que ce problème n'est pas destiné à dénigrer les auteurs de ce code (...) Mais lorsqu'une codebase est utilisée pour élaborer des publications dans le monde scientifique qui sont à leur tour utilisées pour influencer les politiques publiques, les auteurs de ces publications (et, en fin de compte, les politiques) doivent s'assurer que la science est vérifiable dans un sens public ». D'autre part, les scientifiques de l'Université d'Édimbourg ont affirmé qu'il était impossible de reproduire les mêmes résultats à partir des mêmes données en utilisant le modèle,.
Début mai 2020, Neil Ferguson quitte son poste de conseiller du gouvernement sur le coronavirus après avoir admis une "erreur de jugement" pour ne pas avoir respecté des mesures de distanciation sociale. Malgré les restrictions de déplacement, sa compagne s'est rendue à deux reprises à son domicile.

## Recherche privée
Dans le cadre privé, certaines entreprises ont développé des modèles alternatifs. À l'instar, l’approche statistique paramétrique classique, l'entreprise Devoteam  a développé un modèle adaptatif en ajustant des métriques en fonction des différentes classes d’âges, différentes régions et différents comportements des habitants par région. Ainsi le modèle adapte le taux de mortalité en fonction de la population et des caractéristiques par région. Les données utilisés sont publiques et privées telles que l'INSEE, Statista, Planetoscope et issues d’une étude scientifique du laboratoire de Wuhan.

## Liste des publications
- Du, Z., Wang, L., Cauchemez, S., Xu, X., Wang, X., Cowling, B. J., & Meyers, L. A. (2020). Risk for transportation of 2019 novel coronavirus (COVID-19) from Wuhan to cities in China. medRxiv.
- Pullano, G., Di Domenico, L., Sabbatini, C. E., Valdano, E., Turbelin, C., Debin, M., ... & Colizza, V. (2021). Underdetection of cases of COVID-19 in France threatens epidemic control. Nature, 590(7844), 134-139.

- Tuite, A. R., Fisman, D. N., & Greer, A. L. (2020). Modélisation mathématique de la transmission de la COVID-19 et stratégies d’atténuation des risques dans la population ontarienne au Canada. CMAJ, 192(42), E1276-E1285.
- Walker, Patrick, et al. "Report 12: The global impact of COVID-19 and strategies for mitigation and suppression." (2020).

## Sources

### Modèles
- CovidSim - Imperial College London, MRC Centre for Global Infectious Disease Analysis, Neil Ferguson et al.
- COVID-19Surge

### Données
- Covid Tracker (Données basé sur l'Agence nationale de santé publique)